# 扎濟姆亞
50°34′5″N 30°41′0″E / 50.56806°N 30.68333°E

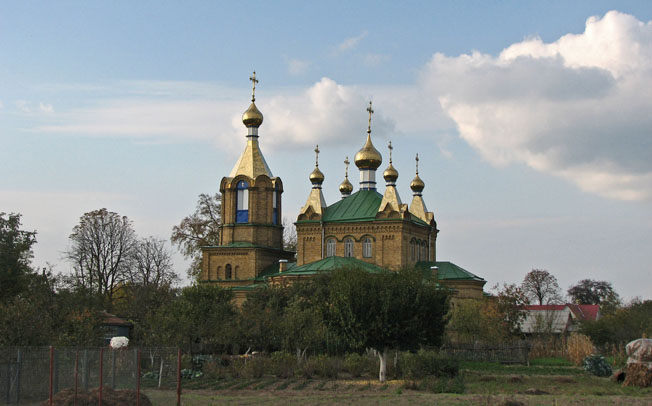
当地教堂

扎濟姆亞（烏克蘭語：Зазим'я）是位於烏克蘭北部的村莊，由基辅州布羅瓦里區的扎濟姆亞市鎮負責管轄，並為該市鎮的行政中心。該村始建於1128年，面積5.1平方公里，海拔高度94米，2001年人口2,172，人口密度每平方公里425.9人。